# حمد الحربي (لاعب كرة قدم كويتي)
حمد حميدي الحربي، من مواليد 7 مايو 1980، لاعب كرة قدم كويتي سابق.
بدأ مسيرته الكروية مع نادي النصر الكويتي في عام 1997، ولعب معهم حتى عام 2005، وفي عام 2005 أعير إلى نادي السالمية لمدة موسمين، وفي مايو 2006 أعير إلى نادي النهضة العماني، وفي عام 2007 عاد إلى نادي النصر الكويتي، وقد رجع بعدها إلى نادي السالمية، وفي 20 أغسطس 2009 أعلن نادي السالمية بأنه سيبحث مستقبل اللاعب ، وقد قال نادي التضامن الكويتي بأنه تعاقد مع اللاعب في 2 سبتمبر 2009 ، وفي 3 سبتمبر 2009 وقع اللاعب رسميا مع نادي العربي الكويتي 
وقد كان هداف للعرب في عام 2006 برصيد 23 هدف.
وقد كان هداف الدوري الكويتي في موسم 2005/2006 برصيد 23 هدف.

## روابط خارجية
- حمد الحربي على موقع قاعدة بيانات كرة القدم.إي يو (الإنجليزية)
- حمد الحربي على موقع Soccerway.com (الإنجليزية)